# سرور أباد (زرين دشت)
سرور أباد (بالفارسية: سرورآباد) هي قرية تقع في إيران في قسم زرين دشت الريفي. يقدر عدد سكانها بـ 230 نسمة .